# 疣齿鱼科
疣齿鱼科（学名：Colobodontidae）是辐鳍鱼纲下的一个科。其目的地位未定。

## 下属分类
本科包括以下属：
- 疣齿鱼属 Colobodus Agassiz, 1844
- 暴鱼属 Feroxichthys Xu, 2020
- Procheirichthys Wade, 1935